# Resultados do Carnaval de São Paulo em 1994
Esta página contém os resultados do Carnaval de São Paulo em 1994.

## Escolas de samba

### Grupo Especial
Os desfiles do Grupo Especial ocorreram no dia 12 de fevereiro de 1994 no sambódromo do Anhembi. Com cerca de 80% de seu projeto concluído, o sambódromo do Anhembi foi palco de uma interminável chuva que acompanhou 10 das 12 escolas do Grupo Especial. Destaques impedidos de subir pelos bombeiros, muitas alegorias quebradas na concentração e uma chuva de atas de penalidade marcaram o carnaval vencido pela Rosas de Ouro e que revelou uma nova grande escola: a vice-campeã Gaviões da Fiel.
Ordem de Desfile
| Sábado (12/02/1994) |
| 1. Unidos de São Miguel 2. Primeira da Aclimação 3. Unidos do Peruche 4. Mocidade Alegre 5. Leandro de Itaquera 6. Acadêmicos do Tucuruvi 7. Rosas de Ouro 8. Camisa Verde e Branco 9. Vai-Vai 10. Nenê de Vila Matilde 11. Barroca Zona Sul 12. Gaviões da Fiel |

Classificação
| Legenda: Campeã Rebaixada |

| Col. | Escola                 | Enredo                                       | Pontos |
| ---- | ---------------------- | -------------------------------------------- | ------ |
| 1    | Rosas de Ouro          | Sapoti                                       | 289,00 |
| 2    | Gaviões da Fiel        | A Saliva do Santo e o Veneno da Serpente     | 285,00 |
| 3    | Camisa Verde e Branco  | Eternamente Jovem                            | 282,00 |
| 4    | Mocidade Alegre        | Somos Todos Irmãos                           | 282,00 |
| 5    | Leandro de Itaquera    | Tietê - um Rio de Verdade                    | 279,50 |
| 6    | Nenê de Vila Matilde   | Pira-ique, Mistério e Magia                  | 278,50 |
| 7    | Unidos do Peruche      | O Reino de Oyó Visto Pelos Olhos de Xangô    | 272,50 |
| 8    | Vai-Vai                | Inã Gbe: Pegando Fogo                        | 265,00 |
| 9    | Barroca Zona Sul       | Nas Ocas da Barroca o Índio Viu Quem Invadiu | 264,50 |
| 10   | Primeira da Aclimação  | O Vinho da Verdade                           | 264,00 |
| 11   | Unidos de São Miguel   | Encontro das Nações Africanas no Brasil      | 250,00 |
| 12   | Acadêmicos do Tucuruvi | Calçadas Musicais                            | 240,00 |

### Grupo 1
Classificação
| Legenda: Promovida Rebaixada |

| Col. | Escola                              | Enredo                                                              | Pontos |
| ---- | ----------------------------------- | ------------------------------------------------------------------- | ------ |
| 1    | X-9 Paulistana                      | Confete, A Saudade Colorida                                         |        |
| 2    | Imperador do Ipiranga               | Aplausos                                                            |        |
| 3    | Passo de Ouro                       | O Vento Levou                                                       |        |
| 4    | Pérola Negra                        | Quem Viveu Sabe, Quem não Viu, Vai Sonhar                           |        |
| 5    | Tom Maior                           | Trânsito... Sinal de Alerta                                         |        |
| 6    | Águia de Ouro                       | Sonhos de um Sambista                                               |        |
| 7    | Unidos de Guaianases                | Estrela Clara Clareou                                               |        |
| 8    | Prova de Fogo                       | Do Passado ao Presente, Um Futuro Reluzente: O Jeito é se Comunicar |        |
| 9    | Colorado do Brás                    | Quilombrás                                                          |        |
| 10   | Acadêmicos do Ipiranga              | Sonho de um Rei                                                     |        |
| 11   | União Independente da Vila Prudente | História de Vila Prudente                                           |        |

### Grupo 2
Os desfiles do Grupo 2 ocorreram no dia 14 de fevereiro de 1994.
Classificação
| Legenda: Promovida |

| Col. | Escola                         | Enredo                                           | Pontos |
| ---- | ------------------------------ | ------------------------------------------------ | ------ |
| 1    | Combinados de Sapopemba        | Só Alegria - Jair Rodrigues                      |        |
| 2    | Flor da Vila Dalila            | Amazônia, Seus Mistérios e Magias                |        |
| 3    | Morro da Casa Verde            | Canto das Três Raças                             |        |
| 4    | União Imperial                 | No Mundo do Sol, o Brilho da Lua                 |        |
| 5    | Mocidade Unida da Mooca        | Eu Te Amo Meu Brasil                             |        |
| 6    | Unidos de São Lucas            | A Doce Musa de um País Tropical - Cana de Açúcar |        |
| 7    | Império do Cambuci             | Mucuri Odó, a Coroação do Rei Bidu               |        |
| 8    | Vera Cruz                      | Circo Vera-Cruz                                  |        |
| 9    | Cachoeira Império do Samba     | Rosas Sempre Rosas                               |        |
| 10   | União Independente da Zona Sul | Chico Mendes, um Canto de Paz                    |        |
| 11   | Malungos                       | Da Era de Aquário ao Astro Rei                   |        |

### Grupo 3
Os desfiles do Grupo 3 ocorreram no dia 13 de fevereiro de 1994.
Classificação
| Legenda: Promovida |

| Col. | Escola                      | Enredo                                 | Pontos |
| ---- | --------------------------- | -------------------------------------- | ------ |
| 1    | Primeira do Itaim Paulista  | Ossâim, O Bailar das Folhas            | 99,00  |
| 2    | Acadêmicos do Tatuapé       | Eu Te Amo                              | 97,00  |
| 3    | Unidos de Vila Maria        | A Lenda da Noite                       | 94,00  |
| 4    | Império Lapeano             | Voltar aos Tempos de Criança           | 93,00  |
| 5    | Unidos de Taipas            | Suor, Alegria e Lágrimas               | 89,00  |
| 5    | Raiz da Zona Sul            | Tudo Era e é Só Vaidade                | 89,00  |
| 6    | Flor da Zona Sul            | Coração do Ganga Zumba                 | 72,00  |
| 7    | Levanta Poeira              | Cinema Brasileiro, Assim era Atlântida | 70,00  |
| 8    | Falcão do Morro Itaquerense | Criança Esperança                      | 39,00  |
| 9    | Folha Azul dos Marujos      | De Oyó a Palmares uma História de Amor | 25,00  |
| 10   | Ermelinense                 | A Magia dos Orixás                     | 09,00  |

### Grupo 4
Os desfiles do Grupo 4 ocorreram no dia 13 de fevereiro de 1994.
Classificação
| Col. | Escola                         | Enredo                                                   | Pontos |
| ---- | ------------------------------ | -------------------------------------------------------- | ------ |
| 1    | Brinco da Marquesa             | Circo, o Teatro da Ilusão                                | 98,00  |
| 2    | Independentes do Jardim Miriam | Bahia na Avenida                                         | 92,00  |
| 3    | Os Bambas                      | Supertições e Tradições Paulistanas                      | 90,00  |
| 4    | Iracema, Meu Grande Amor       | Alegria, Alegria. O Circo Chegou                         | 81,00  |
| 5    | Paraíso do Samba               | Bahia Raízes da Cultura                                  | 77,00  |
| 6    | Academia do Samba              | A Bahia em Contos de Areia                               | 76,00  |
| 7    | Imperatriz da Paulicéia        | Axé o Poder dos Orixás                                   | 71,00  |
| 8    | Dragões de São Miguel          | Em Qualquer Fantasia Sonha Acordado o Figurante na Folia | 60,00  |
| 9    | Unidos do Jaguaré              | Doce Mel da Ilusão                                       | 45,00  |
| 10   | Arco Íris de Vila Guilhermina  |                                                          | ---    |
| --   | Zum Zum de Itaquera            | Se Liga no Barato                                        | ---    |